# Амфилохий (Яковлев)
Иеромона́х Амфило́хий (в миру — Андрей Яковлев; 9 [20] октября 1749 — 26 мая [7 июня] 1824) — монах Спасо-Яковлевского монастыря, гробовой монах у мощей святителя Димитрия Ростовского, живописец.

## Биография
Происходил из семьи потомственных ростовских священников. Его деда рукоположил в сан пресвитера святой Димитрий Ростовский. С восьми лет пел и читал на клиросе. В шестнадцать лет стал причетником в церкви святого Иоанна Милостивого и Толгской иконы Божией Матери в Ростове Великом. В 1766 году был рукоположён во диакона. Ростовским епископом Афанасием (Вольховским) был переведён диаконом в ярославскую церковь святой Параскевы на Всполье. Обучался иконописи, участвовал в росписи храмов Москвы и Ярославля.
В 1777 году овдовел и в 28 лет вступил в братство Спасо-Яковлевского монастыря, через два года принял постриг с именем Амфилохий. В 1780 году поновлял фрески XVII века в Зачатьевском храме монастыря. Был ризничим, уставщиком и духовником монастыря.
Известен прежде всего тем, что в течение сорока лет ежедневно стоял по несколько часов перед ракой с мощами святого Димитрия Ростовского, за что был прозван «гробовым старцем». Спал он не более пяти часов в день, остальное время проводил в непрестанной молитве. От долгого стояния в конце жизни у старца отнялись ноги, и его приносили к мощам святого Димитрия в специальном кресле на колёсах. Необычная жизнь Амфилохия привлекла к нему внимание императора Александра I, который специально приезжал в келью монаха для беседы с ним, а также подарил ему наперсный крест, украшенный бриллиантами. Старец Амфилохий был духовным отцом графини Анны Орловой-Чесменской, ставшей щедрой благотворительницей Спасо-Яковлевского монастыря.
Скончался в 1824 году. Участие в его отпевании приняли 150 священников. Гробница Амфилохия в виде саркофага из красного мрамора была поставлена на паперти Зачатьевского собора, возведённой в 1836 году, и является одной из известных местных достопримечательностей. В собрании Ростовского музея сохранились несколько портретов Амфилохия.